# Wilajet dżyzacki
Wilajet dżyzacki (uzb. Jizzax viloyati / Жиззах вилояти) – jeden z 12 wilajetów Uzbekistanu. Znajduje się w centralno-wschodniej części kraju.

## Obiekty przyrodnicze
- jezioro Ajdarkul